# Klimeschia lutumella
Klimeschia lutumella är en fjärilsart som beskrevs av Hans Georg Amsel 1938. Klimeschia lutumella ingår i släktet Klimeschia och familjen skäckmalar. Inga underarter finns listade i Catalogue of Life.